# 慢慢地，強烈地
《慢慢地，強烈地》（：／ cheoncheonhi gangryeolhage */?），是韓國Netflix原創影集，由《咖啡王子1號店》、《奶酪陷阱》的李允貞導演執導，《沒關係，是愛情啊》、《我們的藍調時光》的盧熙京作家執筆。

## 演員陣容

### 主要人物
| 演員   | 角色 | 介紹 |
| ------ | ---- | ---- |
| 宋慧喬 | 敏子 |      |
| 孔劉   | 東九 |      |
| 李荷妮 |      |      |
| 金雪炫 |      |      |
| 車勝元 |      |      |

### 其他人物
| 演員   | 角色 | 介紹 |
| ------ | ---- | ---- |
| 金正宇 |      |      |

## 外部連結
- Daum上《慢慢地，強烈地》的資料